# Carlo Acutis
Carlo Acutis [kárlo akútis], italijanski dijak, računalniški programer in blaženi, * 3. maj 1991, London, Anglija, † 12. oktober 2006, Monza, Italija.
Acutis je bil računalniški programer, najbolj poznan po zbiranju evharističnih čudežev, ki jih je uredil na spletni strani, nekaj mesecev preden je umrl zaradi levkemije. Znan je bil tudi po radosti, računalniški spretnosti in globoki ljubezni do evharistije, ki je postala osrednja tema njegovega življenja.
Za blaženega je bil razglašen 10. oktobra 2020 v Baziliki sv. Frančiška Asiškega v Assisiju, malo manj kot sedem let po čudežu, ki je pripisan njegovi priprošnji.

## Življenje
Carlo Acutis je bil rojen 3. maja 1991 v Londonu premožni italijanski družini irskih in poljskih korenin. Katoliška starša, čeprav ne posebej verna, sta ga iz tradicije dobra dva tedna kasneje dala krstiti. Družina se je septembra istega leta ustalila v Milanu, kjer je Carlo preživel večino svoje mladosti.

Zanimanje in zrelo navdušenje za vero je izkazoval zelo zgodaj. K prvemu svetemu obhajilu je pristopil že pri sedmih in odslej je k maši prihajal dnevno, pri čemer se je trudil, da bi nekaj časa pred ali po njej namenil premišljevanju pred tabernakljem. Poleg evharistije so središče njegove duhovnosti predstavljala še molitev rožnega venca, tedenska spoved in želja po svetosti. O slednji je dejal:
"Edina stvar, za katero moramo prositi Boga v molitvi, je želja, da bi bili sveti."
Med znanci je bil znan kot nasmejan, zabaven, darežljiv in nesebičen fant. Vedno je bil pripravljen pomagati sošolcem z učno pomočjo in s preprečevanjem vrstniškega nasilja, prijateljske stike pa je navezoval tudi s preprostimi hišniki in brezdomci. Posebej blizu so mu bile živali – več jih je imel tudi sam – in okolje. Kot samouk se je zanimal tudi za saksofon, kuhanje, videoigrice in detektivke. Strast je gojil do računalnikov, še posebej do programiranja, postavljanja spletnih strani in priprave videoposnetkov. Po opravljeni osnovni šoli je septembra 2005 vstopil v jezuitsko klasično gimnazijo papeža Leona XIII. Nadalje je gojil svoje hobije in se začel intenzivno ukvarjati s prostovoljstvom. V tem času je računalniško znanje uporabil za postavitev spletišča, posvečenega zbiranju in urejanju evharističnih čudežev po svetu.

Leto kasneje se Carlu pojavijo različni simptomi in po nekaj neuspešnih diagnozah in hospitalizaciji zdravniki odkrijejo, da je staknil agresivno obliko levkemije tipa M3. V slutnji, kaj se mu bo zgodilo, je staršem še pred postavitvijo diagnoze dejal:
"Vse, kar bom moral pretrpeti, darujem Gospodu za papeža in Cerkev."
Osebje ga je opisalo kot izjemno potrpežljivega pacienta kljub hudim bolečinam, po katerih je 12. oktobra 2006 umrl. Ohranjene so njegove besede:
"Umiram mirno, ker v vsem svojem življenju nisem zapravil niti minute za stvari, ki Bogu niso všeč."
Carlo je bil sprva pokopan v družinski grobnici v Milanu, a so ga nato premestili v Assisi, kjer je navadno preživljal poletja in mu je bil zelo pri srcu. Njegovi posmrtni ostanki zato danes ležijo v asiški baziliki.

## Vir
- Gori, Nicola. Računalniški genij v nebesih. Ljubljana: Družina, 2019. (COBISS) ISBN 978-961-04-0551-1